# Algaut
Algaut (o Algöt, n. 639) fue un caudillo vikingo, rey gauta de Västergötland, Suecia.
Af Upplendinga konungum cita que el rey Gautrek casó con Arlof, la hija de Óláf el Perspicaz y tuvieron un hijo llamado Algaut, según las sagas escandinavas el último rey de los gautas.
Según Heimskringla del escaldo islandés Snorri Sturluson relata que Algaut concertó el matrimonio de su hija Gauthildr Algautsdóttir con el hijo del rey Anund, el infame príncipe Ingjald que a la muerte de su padre y ascensión al trono fue protagonista de la mayor matanza de reyes suecos para colmar sus ambiciones territoriales como único monarca, entre ellos el mismo Algaut, quemados vivos en su residencia de la casa de los siete reyes y los pocos que lograban escapar asesinados por hombres armados que experaban en el exterior.